# Jüdischer Kalender
 Heute ist: 
Freitag
18. April

2025
20. Nisan

AM 5785

[aktualisieren]

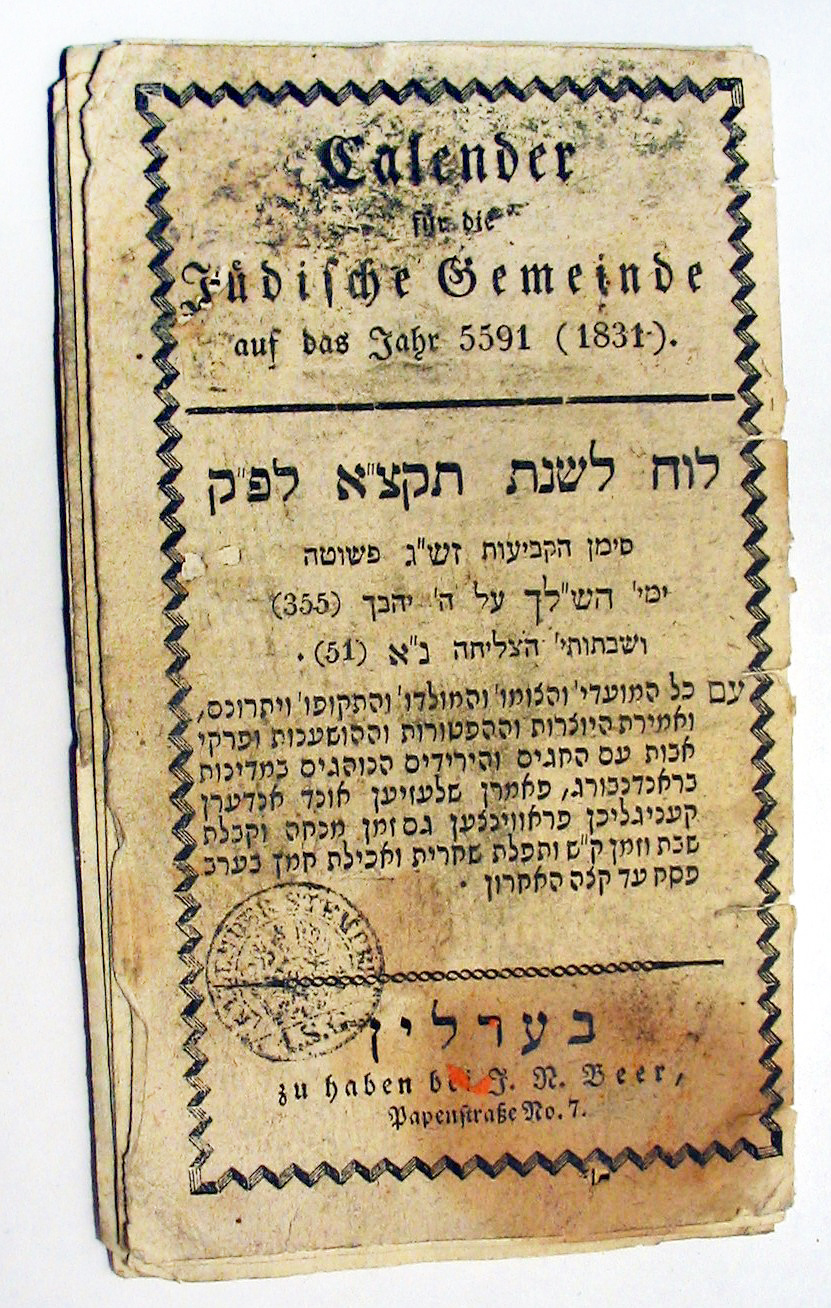
Jüdischer Gemeindekalender von 1831, Berlin

Der jüdische Kalender (hebräisch הַלּוּחַ הָעִבְרִי HaLūach haʿIvrī, deutsch ‚die Hebräische Tafel‘, englisch Hebrew Calendar, sinngemäß ‚der Hebräische Kalender‘) ist ein Lunisolarkalender, der im Jahr 3761 v. Chr. mit der Zählung beginnt. Die Monate sind wie bei einfachen Mondkalendern an den Mondphasen ausgerichtet, Rosch Chodesch, (hebräisch רֹֹאשׁ חֹדֶשׁ rōʾš ḥōdæš). Neben einem Normaljahr mit 12 Mondmonaten (ordentlich 354 Tage lang) gibt es Schaltjahre mit 13 Mondmonaten (ordentlich 384 Tage lang) zur Angleichung an das Sonnenjahr. Die kalendarischen Ausnahmeregeln können zu einer Verlängerung oder Verkürzung der ordentlichen Jahreslängen um jeweils einen Tag führen.
Das jüdische Jahr beginnt heutzutage im Herbst mit dem Tischri, der nach jüdischer Auffassung der Monat ist, in dem die Menschheit erschaffen wurde. In biblischer Zeit begann das Jahr mit dem Nisan im Frühjahr. Der Nisan ist der Monat der Erlösung, in dem die jüdischen Vorfahren aus Ägypten auszogen. Die Erlösung wird auch heute noch höher bewertet als die Schöpfung, indem beim religiösen Gebrauch des jüdischen Kalenders der Nisan weiter als erster, der Tischri aber erst als siebter Monat des Jahres betrachtet wird.
Die Monatsnamen sind chaldäisch und stammen aus dem babylonischen Exil. Sie wurden aus dem babylonischen Kalender übernommen.

## Entstehung und Hintergründe
Der jüdische Kalender wurde in seiner Entwicklung sowohl von eigenen, israelitischen Traditionen geprägt als auch von Elementen fremder Kulturen, besonders während des babylonischen Exils. Die Sumerer kannten bereits in der Mitte des dritten Jahrtausends Schaltregeln, mit denen bestimmt werden konnte, welche sieben Jahre innerhalb von den neunzehn Jahren eines Meton-Zyklus einen zusätzlichen dreizehnten Mondmonat eingeschaltet bekommen müssen, damit der Lunisolarkalender mit 235 synodischen beziehungsweise mit 254 siderischen Mondzyklen sowie 19 tropischen Sonnenzyklen synchron bleibt. Diese Tradition wurde von den Akkadiern übernommen, und im jüdischen Kalender wurden die akkadischen Bezeichnungen dieser Monate übernommen.

Mondphasen als reflektierte Helligkeit. Bei Neumond 1 ist kein Anteil der sonnenbestrahlten Mondoberfläche sichtbar.

Jeder hebräische Monat beginnt heute ungefähr bei Neumond. Seit babylonischer Zeit wurde der Monatsbeginn nach dem sichtbaren Beweis der „Geburt des Mondes“ durch Zeugen bestimmt; die Nachricht darüber wurde durch Signalfeuer und Gerichtsboten verbreitet, was bei schlechtem Wetter lange dauern konnte. Die empirische Berechnung des Monatsbeginns entwickelte sich so bereits in der vorrömischen Zeit vor allem in der Diaspora zu einem Streitpunkt darüber, wem die Autorität zukam, den göttlichen Willen zu interpretieren. Die jüdischen Gemeinden im antiken Griechenland und Makedonien rechneten ebenso wie die in Palästina in der frühen Römerzeit mit dem lunaren Kalender, während die Gemeinden in Kleinasien und Syrien den julianischen Kalender verwendeten. Die Juden in Alexandria wiederum verwendeten einen besonderen ägyptischen Mondkalender.
Die bis in das 4. Jahrhundert geradezu als Geheimnis gehütete Systematik und Berechnung des jüdischen Kalenders wurde im Wesentlichen erst durch den Patriarchen Hillel II. im Jahr 359 n. Chr. einheitlich festgelegt und veröffentlicht, nachdem die Berechnung des jüdischen Kalenders im Römischen Reich nach Übernahme des Christentums als Staatsreligion verboten wurde. Mit der Festlegung sollte auch verhindert werden, dass die Römer durch Behinderung der Rituale und Gerichte das jüdische Leben gefährdeten. Anhand dieses Kalenders wusste nun jeder im Voraus, welcher Monat 29 und welcher 30 Tage hat.
Durchgesetzt hat sich die von Hillel II. festgelegte Regelung jedoch – insbesondere was die Zählung der Jahre betrifft, deren Beginn ursprünglich auf den Anfang der Seleukiden-Ära 312 v. Chr. festgesetzt wurde – erst ab dem 11. Jahrhundert. Heute ist der Kalender im Kreis angeordnet. Er beginnt immer im September oder Oktober.
Tageszählung
Der jüdische Kalender rechnet den Tag vom Abend zum Abend („und es war Abend und es war Morgen, ein Tag“, Gen. 1,5). Der Tag endete im früheren jüdischen Kalender, wenn mindestens drei „mittlere“ Sterne sichtbar wurden, die zu einem Himmelsdreieck verbunden werden konnten, wobei sich die Bezeichnung „mittlere“ auf Sterne  erster und zweiter Größe bezieht.
Der zweite Feiertag
Trafen die Boten des Gerichts in Jerusalem nicht rechtzeitig bei den in der Diaspora lebenden Juden ein, um ihnen das genaue Datum des Monatsbeginns mitzuteilen, feierten diese zur Sicherheit jedes in der Tora erwähnte Fest zwei Tage lang anstelle von nur einem, denn sie wussten ja nicht, ob der vorherige Monat 29 oder 30 Tage gehabt hatte. Um einem Irrtum vorzubeugen und um das Fest nicht zu entweihen, führten sie diesen Feiertag ein. Dieses ist der „zweite Feiertag in der Diaspora“ geworden, ein Brauch, der sich bis heute erhalten hat.
Nur der Versöhnungstag wird an einem einzigen Tag begangen, da man berücksichtigte, dass es dem Menschen schwerfällt, hintereinander 48 Stunden zu fasten. Das Neujahrsfest dauert auch im Land Israel zwei Tage, weil man selbst dort nicht immer wusste, ob der Monat Tischri nach 29 oder 30 Tagen beginnen würde. Zur Sicherheit hörte das Volk am Ende des 29. Elul auf zu arbeiten und „tat heilig“ wie an einem gewöhnlichen Feiertag. Um irgendwelche Irrtümer von vornherein auszuschließen, ordneten die jüdischen Gelehrten schließlich die zweitägige Dauer des Festes an. Trotz des später exakt bestimmten Kalenders feiert man in der Diaspora immer noch den „zweiten Feiertag“, mit der Begründung, es sei „Brauch der Vorfahren“.

## Aufbau des Kalenders

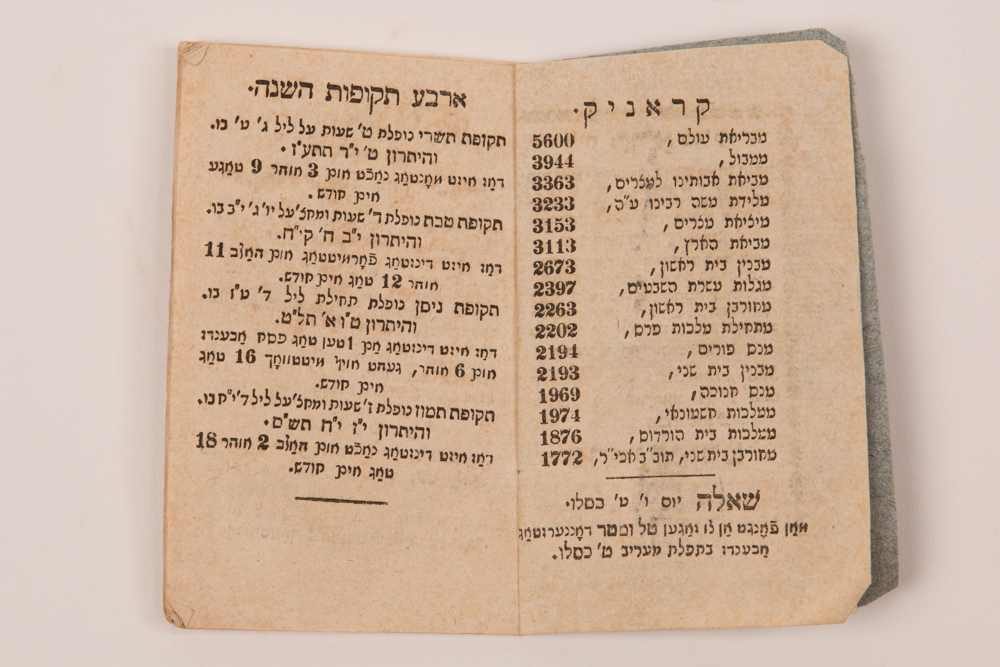
Kalender für das Jahr 1840/41. Gedruckt bei I. Lehrberger u. Comp., Rödelheim. In der Sammlung des Jüdischen Museums der Schweiz.

Der jüdische Kalender gliedert sich in Jahre, Monate und Tage. Da dieser Kalender ein Lunisolarkalender (Mond-Sonnen-Kalender) ist, er sich also sowohl am Mondjahr wie auch am Sonnenjahr orientiert, verschieben sich die Monate im Vergleich zu reinen Sonnenkalendern, da zwölf Mondmonate nur 354 und nicht 365 Tage ergeben. Damit die Monate nicht wie bei reinen Mondkalendern durch das Sonnenjahr wandern, benötigt der jüdische Kalender eine Schaltregulierung zum Ausgleich. Um diesen Ausgleich zu dem um 11 Tage längeren Sonnenjahr zu schaffen, wird in einem Zyklus von 19 Jahren siebenmal ein dreißigtägiger Schaltmonat vor dem eigentlichen Adar hinzugefügt.
Während der Schaltmonat in jenem Jahr den Namen Adar übernimmt, erhält der 29 Tage umfassende eigentliche Adar die Bezeichnung We-Adar („noch ein Adar“). Als Schaltjahre sind das 3., 6., 8., 11., 14., 17. und 19. Jahr bestimmt.
Die jüdischen Feste sind eng mit der Jahreszeit verbunden, sie hängen mit ihren Symbolen zusammen und haben Naturereignisse oder landwirtschaftliche Bräuche zum Inhalt, die jedem Fest seinen besonderen Charakter verleihen.

### Das Jahr

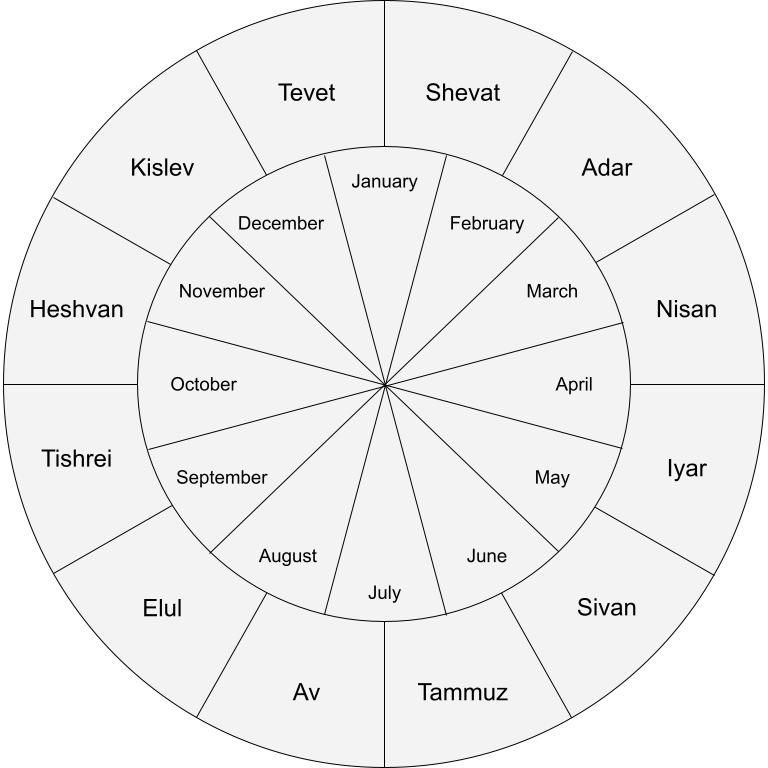
Der Zyklus des jüdischen Jahres mit den Monaten im Vergleich und Korrespondenz zum Gregorianischen Kalender.

Der jüdische Kalender zählt die Jahre ab dem Zeitpunkt der biblischen Schöpfung der Welt, die Hillel II. nach den biblischen Chroniken auf das Jahr 3761 v. Chr. berechnete. Dadurch befindet sich der jüdische Kalender bereits im sechsten Jahrtausend. Gelegentlich werden jüdische Jahreszahlen aber nur dreistellig angegeben, hier wird das jüdische Jahrtausend als bekannt vorausgesetzt. In der Umschrift wird diese Schreibweise gelegentlich mit dem Zusatz „nach der kleinen Zählung“ (n. d. k. Z. – לפ"ק) kenntlich gemacht.
Das jüdische neue Jahr (mit der jeweils nächsthöheren Jahreszahl) beginnt im Herbst mit dem ersten Tag des siebten Monats Tischri, der Rosch ha-Schana („Haupt des Jahres“) genannt wird. Dieser Tag kann nur auf einen Montag, Dienstag, Donnerstag oder Sonnabend fallen. Als erster Monat des Jahres wird hingegen der Frühlingsmonat Nisan nach biblischer Tradition mit dem Auszug der Israeliten aus Ägypten nummeriert (Ex 12,2). Nach Meinung von Historikern geht diese ungewöhnliche Anordnung auf die Übernahme der babylonischen Monatsnamen durch die Israeliten zurück. Im babylonischen Kalender war der Nisannu der erste Monat. Die Diskrepanz zwischen der Monatszählung und dem Jahresbeginn folgt aus der Verbindung zwischen diesen fremden und den eigenen Traditionen Israels. Dies würde erklären, warum die Samaritaner bis auf den heutigen Tag Neujahr mit Beginn des ersten Monats feiern.

#### Schemitah
Das שמיטה Schemitah, auch Schmita, eingedeutscht Schabbatjahr, ist gemäß der Tora ein Ruhejahr für das Ackerland und sonstigen landwirtschaftlichen  Anbau in Israel. Nach 6 Jahren der Bewirtschaftung wird das Land – in Analogie zum Schabbat als Ruhetag – ein Jahr brach liegen gelassen.(Ex 23,10-11 ; Lev 25,1-7 ) Das Jahr nach der Zerstörung des zweiten Tempels war das erste Jahr eines siebenjährigen Schabbatzyklus. Im jüdischen Kalender, ausgehend von der Schöpfung, war dies das Jahr 3829, (68–69 n. Chr. im julianischen Kalender). Wenn man von da an jeweils sieben Jahre zählt, war das letzte Schemittah-Jahr das Jahr 5782 nach der Schöpfung, das vom 7. September 2021 bis zum 25. September 2022 dauerte.
| Hebräischer Monat | Hebräische Schreibweise | Monate im gregorianischen Kalender | landwirtschaftliche Aktivität (exemplarisch) | klimatische Bedingungen       |
| ----------------- | ----------------------- | ---------------------------------- | -------------------------------------------- | ----------------------------- |
| Tischri           | תִּשְׁרֵי                    | September/Oktober                  | Oliven einsammeln, Winterfeigen              | Übergang zur Frühregenzeit    |
| Cheschwan         | חֶשְׁוָן                    | Oktober/November                   | Winterfeigen                                 | Frühregenzeit                 |
| Kislew            | כִּסְלֵו                    | November/Dezember                  | Aussaat von Korn                             | Regenzeit                     |
| Tevet             | טֵבֵת                     | Dezember/Januar                    | Aussaat von Korn                             | Regenzeit                     |
| Schevat           | שְׁבָט                     | Januar/Februar                     | Spätsaat                                     | Spätregenzeit                 |
| Adar              | אֲדָר                     | Februar/März                       | Spätsaat                                     | Spätregenzeit                 |
| Nisan             | נִיסָן                    | März/April                         | Flachsschneiden, Pessach                     | Übergangszeit in das Frühjahr |
| Ijar              | אִיָּר                     | April/Mai                          | Gerstenernte                                 | Beginn der Sommerzeit         |
| Siwan             | סִיוָן                    | Mai/Juni                           | Frühfeigen, Weizenernte, Schawuot            | Sommer                        |
| Tammunz           | תַּמּוּז                    | Juni/Juli                          | Weinlese                                     | Hochsommer                    |
| Av                | אָב                      | Juli/August                        | Weinlese, Olivenernte                        | Spätsommer                    |
| Elul              | אֱלוּל                    | August/September                   | Sommerobst, Sommerfeigen, Datteln            | Spätsommer                    |

#### Mondjahr
Die Länge eines Mondzyklus – die durchschnittliche Zeit von einem Neumond zum nächsten – dauert genau 29 Tage, 12 Stunden, 44 Minuten und 3 1/3 Sekunden (nach der jüdischen Zeitzählung 29 Tage, 12 Scha'a und 793 Halakim – siehe Abschnitt Der Tag). Mit dieser Monatsdauer zwischen 29 und 30 Tagen hat ein Mondjahr 354 Tage, wenn die Monate abwechselnd 30 und 29 Tage dauern. Ein solches Jahr wird „reguläres Jahr“ genannt. Es ist jedoch gegenüber dem Lunarjahr (12 Mondzyklen) um 8 Stunden, 48 Minuten und 40 Sekunden (acht Sha'a 870 chalakim) zu kurz. Daher wird ungefähr alle drei Jahre dem Monat Cheschwan ein Tag hinzugefügt, das betreffende Jahr hat dann 355 Tage und wird „übermäßig“ genannt. Ferner wird in anderen Jahren dem Monat Kislew ein Tag abgezogen, so dass er nur 29 Tage zählt. Ein solches Jahr wird „vermindert“ genannt. Durch diese Maßnahmen, die durch Listen von Sonnen- und Mondfinsternissen ermittelt wurden, ergeben sich im Durchschnitt lediglich Abweichungen von 0,42 Sekunden gegenüber der tatsächlichen Monatsdauer.

#### Sonnenjahr
Da das Sonnenjahr mit einer Dauer von zurzeit durchschnittlich 365,2422 Tagen nicht mit dem Mondjahr übereinstimmt, das durchschnittlich 354,3671 Tage dauert, muss der Ausgleich durch eine Schaltregelung geschaffen werden. 19 Sonnenjahre als sogenannte Meton-Periode sind fast genau 235 Mondmonate. Daher werden im jüdischen Kalender innerhalb von 19 Jahren die Jahre 3, 6, 8, 11, 14, 17 und 19 zu Schaltjahren mit einem zusätzlichen Monat von 30 Tagen. Dieser Schalt-Monat wird vor dem Monat Adar eingefügt. Der eigentliche Adar wird dann „We-Adar“ („Und-Adar“), „Adar-scheni“ („zweiter Adar“) oder einfach „Adar II“ genannt. So entstehen zwölf Gemeinjahre mit je zwölf Monaten (144 Monate) und sieben Schaltjahre mit je 13 Monaten (91 Monate), die alle nach der Schaltregel des Mondjahres wiederum „regulär“, „übermäßig“ oder „vermindert“ sein können. Dadurch wird der Kalender so angepasst, dass er sich zum Lauf der Sonne und den Jahreszeiten nur geringfügig ändert. Das Kalenderjahr hat eine durchschnittliche Länge von 365,2468 Tagen (365 Tage, 5 Stunden, 55 Minuten und 20 Sekunden). Eine eintägige Abweichung gegenüber dem Sonnenjahr mit 365,2422 Tagen tritt nach 219 Jahren ein.
Die Karaiten lehnen die regelbasierte Einfügung des Schaltmonats ab und entscheiden nach der Reife der Gerste in Israel, in wörtlicher Auslegung allein der schriftlichen Tora und unter Ablehnung der mündlichen Tora.

### Der Monat

#### Monatsbeginn
Der Beginn eines jeden Monats wird, wie bei den meisten mondorientierten Kalendern, durch das erste Sichtbarwerden der Mondsichel nach Neumond bestimmt, das sogenannte Neulicht (Moled). Allerdings orientieren sich die Monate nicht immer ganz exakt an den Mondphasen: Wenn sich durch den so ermittelten Monatsanfang für Rosch ha-Schana eine Aneinanderreihung von mehreren Tagen mit Arbeitsverbot (siehe Schabbat) ergeben würde, wird der Jahresbeginn um einen oder zwei Tage hinausgeschoben, um diese Härte zu vermeiden (denn Gott will nach jüdischem Verständnis das Leben der Menschen durch seine Gebote nicht schlechter, sondern besser machen). Es gibt insgesamt fünf Regeln für die Verschiebung des Jahresbeginns, die sich sowohl an den kalendarischen Erfordernissen aus Sonnen- und Mondjahr orientieren als auch die kultischen Bedürfnisse aus der Feiertags- und Schabbatordnung berücksichtigen.

#### Kalendarische Ausnahmeregeln
Jach – יָח
Tritt das Neulicht des Tischri erst nach 18:00 Uhr jüdischer Zeit ein, so ist Rosch ha-Schana auf den folgenden Tag zu verschieben. Dies ist in etwa zwei von fünf Jahren der Fall.
Adu – אדו
Fällt das Neulicht des Tischri auf einen Mittwoch, Freitag oder Sonntag, so ist Rosch ha-Schana ebenfalls auf den folgenden Tag zu verlegen. Diese Regel findet in etwa drei von sieben Jahren Anwendung.
Jach-Adu – יָח אדו
Würde nach Anwendung der Jach-Regel Rosch ha-Schana auf einen Mittwoch, Freitag oder Sonntag fallen, so muss zusätzlich die Regel Adu zur Anwendung kommen, das Neujahr also um einen weiteren Tag verschoben werden.
Gatrad – גטרד
Tritt das Neulicht des Tischri in einem Gemeinjahr an einem Dienstag nicht vor 9 Uhr und 204 Halakim jüdischer Zeit (siehe Stundeneinteilung) ein, so muss Rosch ha-Schana um zwei Tage verschoben werden. Diese Regel findet in etwa drei von 100 Jahren Anwendung.
Betutakpat – בטותקפט
Fällt das Neulicht des Tischri in einem Jahr, das auf ein Schaltjahr folgt, auf einen Montag nicht vor 15 Uhr und 589 Halakim jüdischer Zeit, so wird Rosch ha-Schana auf den folgenden Tag verschoben. Dieser sehr seltene Fall tritt nur in etwa einem von 200 Jahren ein. Zuletzt wurde die Regel im Jahr 5766 (gregorianisch: 2005/2006) angewandt, das nächste Mal erst wieder im Jahr 6013 (gregorianisch: 2252/2253).
Die Regeln Jach und Adu haben religiöse Gründe, die drei anderen sind zur Aufrechterhaltung der Regeln erforderlich. Nur etwa 39 % aller Jahre beginnen tatsächlich am Tage des Neulichtes, somit sind Ausnahmen beim Jahresbeginn häufiger als die Regel.
Praktisch wird die Verschiebung von Rosch ha-Schana erreicht durch Hinzufügen eines Tages zum Monat Cheschwan oder Abziehen eines Tages vom Monat Kislew im jeweils vorangehenden Jahr. Dadurch erhält man für Cheschwan und Kislew eine Gesamtdauer von 58, 59 oder 60 Tagen.
Unter Berücksichtigung der fünf Ausnahmeregelungen ergeben sich also sechs verschiedene Jahreslängen: Ein Gemeinjahr kann 353, 354 oder 355 Tage haben, ein Schaltjahr 383, 384 oder 385 Tage. Man unterscheidet deshalb nicht nur Gemein- und Schaltjahre, sondern auch verminderte (353/383 Tage), reguläre (354/384 Tage) und übermäßige (355/385 Tage) Jahre.
Fasten
Jom Kippur ist der einzige Fasttag, der auch an einem Schabbat begangen wird – die anderen Fasttage werden verschoben, sollten sie auf einen Schabbat fallen.

#### Monatsnamen
Die folgende Übersicht bietet die Monatsnamen mit ihrer ungefähren Position im gregorianischen Kalender. Die Zuordnung zu den klassischen Tierkreiszeichen (Zodiak) beruht auf jüdischer Tradition und ist idealtypisch. Sie berücksichtigt nicht die Ausnahmeregeln und stimmt daher nicht mit astronomisch exakten Berechnungen überein.
| Nr. im … jüdischen Kalender | Nr. im … jüdischen Kalender | Monat                        | Länge in Tagen                 | Beginn im gregorianischen Kalender | Beginn im gregorianischen Kalender | Tierkreiszeichen |
| bürgerlichen                | religiösen                  | Monat                        | Länge in Tagen                 | zwischen                           | und                                | Tierkreiszeichen |
| --------------------------- | --------------------------- | ---------------------------- | ------------------------------ | ---------------------------------- | ---------------------------------- | ---------------- |
| 01                          | 07                          | Tischri תִּשְׁרֵי                 | 30                             | erstem Septemberdrittel            | Anfang Oktober                     | Waage            |
| 02                          | 08                          | Cheschwan, חשון Marcheschwan | 29 (30 in übermäßigen Jahren)  | Anfang Oktober                     | Anfang November                    | Skorpion         |
| 03                          | 09                          | Kislew כסלו                  | 30 (29 in verminderten Jahren) | Anfang November                    | Anfang Dezember                    | Schütze          |
| 04                          | 10                          | Tevet טבת                    | 29                             | Ende November                      | Mitte Dezember                     | Steinbock        |
| 05                          | 11                          | Schevat (oder Schwat) שבט    | 30                             | letztem Dezemberdrittel            | Mitte Januar                       | Wassermann       |
| 06                          | 12                          | Adar אדר                     | 29                             | Anfang Februar                     | Anfang März                        | Fische           |
| 07                          | 01                          | Nisan ניסן                   | 30                             | Mitte März                         | Mitte April                        | Widder           |
| 08                          | 02                          | Ijjar אייר                   | 29                             | Mitte April                        | Mitte Mai                          | Stier            |
| 09                          | 03                          | Siwan סיון                   | 30                             | Mitte Mai                          | erstem Junidrittel                 | Zwillinge        |
| 10                          | 04                          | Tammus תמוז                  | 29                             | erstem Junidrittel                 | Anfang Juli                        | Krebs            |
| 11                          | 05                          | Aw אָב                        | 30                             | Mitte Juli                         | Mitte August                       | Löwe             |
| 12                          | 06                          | Elul אֱלוּל                    | 29                             | Mitte August                       | Mitte September                    | Jungfrau         |

#### Monatsanfänge
Die folgende Tabelle gibt das gregorianische Datum der Monatsanfänge für die Jahre 5785 bis 5788 an:
|                          | 5785             | 5785        | 5786               | 5786        | 5787               | 5787        | 5788              | 5788        |
| Monat                    | Monatsanfang     | Anzahl Tage | Monatsanfang       | Anzahl Tage | Monatsanfang       | Anzahl Tage | Monatsanfang      | Anzahl Tage |
| ------------------------ | ---------------- | ----------- | ------------------ | ----------- | ------------------ | ----------- | ----------------- | ----------- |
| 1. Tischri – תשרי        | 3. Oktober 2024  | 30          | 23. September 2025 | 30          | 12. September 2026 | 30          | 2. Oktober 2027   | 30          |
| 1. Marcheschwan – מרחשון | 2. November 2024 | 30          | 23. Oktober 2025   | 30          | 12. Oktober 2026   | 30          | 1. November 2027  | 30          |
| 1. Kislew – כסלו         | 2. Dezember 2024 | 30          | 21. November 2025  | 30          | 11. November 2026  | 30          | 1. Dezember 2027  | 30          |
| 1. Tevet – טבת           | 1. Januar 2025   | 29          | 21. Dezember 2025  | 29          | 11. Dezember 2026  | 29          | 31. Dezember 2027 | 29          |
| 1. Schevat – שבט         | 30. Januar 2025  | 30          | 19. Januar 2026    | 30          | 9. Januar 2027     | 30          | 29. Januar 2028   | 30          |
| 1. Adar aleph* – אדר א   |                  |             |                    |             |                    |             | 28. Februar 2028  | 30          |
| 1. Adar (beth)* – אדר ב  | 1. März 2025     | 29          | 18. Februar 2026   | 29          | 10. März 2027      | 29          | 28. Februar 2028  | 29          |
| 1. Nisan – ניסן          | 30. März 2025    | 30          | 19. März 2026      | 30          | 8. April 2027      | 30          | 28. März 2028     | 30          |
| 1. Ijjar – אייר          | 29. April 2025   | 29          | 18. April 2026     | 29          | 8. Mai 2027        | 29          | 27. April 2028    | 29          |
| 1. Siwan – סיון          | 28. Mai 2025     | 30          | 17. Mai 2026       | 30          | 6. Juni 2027       | 30          | 26. Mai 2028      | 30          |
| 1. Tammus – תמוז         | 27. Juni 2025    | 29          | 16. Juni 2026      | 29          | 6. Juli 2027       | 29          | 25. Juni 2028     | 29          |
| 1. Aw – אָב               | 26. Juli 2025    | 30          | 15. Juli 2026      | 30          | 4. August 2027     | 30          | 24. Juli 2028     | 30          |
| 1. Elul – אֱלוּל           | 25. August 2025  | 29          | 14. August 2026    | 29          | 3. September 2027  | 29          | 23. August 2028   | 29          |

* Das Schaltjahr heißt auch shana me’uberet (hebräisch שָּׁנָה מְעוּבֶּרֶת das „schwangere“ Jahr). Der zusätzlich im Schaltjahr eingeschobene Monat heißt Adar aleph oder Adar rischon (erster Adar) und dauert 30 Tage, der „normale“ heißt Adar beth oder Adar scheni (zweiter Adar).

### Der Tag
Ein Tag des jüdischen Kalenders beginnt mit dem vorausgehenden Abend (Italienische Stunden). Begründet wird dies mit Aussagen aus dem Schöpfungsbericht in der Thora: „Und es ward Abend und Morgen – ein Tag“ (1. Buch Mose). Aus der Schöpfungsgeschichte der jüdischen Bibel ergebe sich somit, dass jeder Tag auch einen „Vor-Abend“ (hebräisch ערב Erev) hat. Der Abend beginnt, wenn die Oberkante der Sonne hinter dem Horizont versunken ist. Auf diesen Sonnenuntergang folgt eine Zeit, die בֵּין הַשְּׁמָשׁוֹת Bejn HaSchemaschot, deutsch ‚zwischen den Sonnen‘ genannt wird. Das ist die kurze Zeit zwischen Sonnenuntergang und Einbruch der Nacht.
Der jüdische Tag hat keine feste Länge. Er läuft vom Beginn des Abends bis zum nächsten Abend. An Orten höherer Breitengrade im Sommer, z. B. wo die Sonne nicht unter den Horizont sinkt, wird ein Tag vom Tageshöchststand der Sonne, örtlicher Mittag, zum nächsten Mittag gezählt. An Orten höherer Breitengrade im Winter, z. B. wo die Sonne nicht über den Horizont steigt, wird ein Tag vom Zeitpunkt des tiefsten Stands der Sonne auf ihrer Himmelsbahn, örtliche Mitternacht, zur nächsten Mitternacht gezählt. Diese lokalen und im Jahreslauf variierenden Tageslängen müssen auch z. B. für die Berechnungen der jüdischen Gebetszeiten berücksichtigt werden. Erschwerend dabei ist, dass es von Sonnenaufgang bis Sonnenuntergang 12 halachische Stunden, sowie von Sonnenuntergang bis Sonnenaufgang ebenso 12 halachische Stunden gibt, die untereinander mit Ausnahme der Äquinoktien, sowie entlang des Äquators eine unterschiedliche Länge, in SI-abgeleiteten Zeiteinheiten gemessen, ausweisen, welche sich zudem im Prinzip täglich ändert. Die Länge dieser halachischen Stunden und entsprechend auch deren Teile variiert somit mit der Jahreszeit. Beispiel: Das Morgengebet Shacharit muss innerhalb 3 halachischer Stunden nach Sonnenaufgang gebetet werden. Je nach geographischer Position kann man sich somit viel Zeit beim Beten lassen, oder man hat Schwierigkeiten, es in seinen Tagesablauf unterzubringen. In Israel gibt es die Probleme kaum, da das Land sehr äquatornah liegt.
Anstelle des Gebrauchs der internationalen Datumsgrenze gibt es verschiedene jüdische Standpunkte dazu, wo der Tag wechselt. Ein Standpunkt vertritt den Gebrauch des 180° Anti-Meridians von Jerusalem. Jerusalem liegt auf dem 35. östlichen Meridian (geographische Lage: 35° 13’ östliche Länge) also ist der Anti-Meridian der 144. westliche Meridian (144° 47' westliche Länge, geht durch Alaska).
Für den Talmud und die Halacha ist die Stunde (Sha'a, pl. שעות Sha'ot) ein Zwölftel der Zeit von Sonnenaufgang bis Sonnenuntergang (Sanhedrin 38b) beziehungsweise ein Zwölftel der Nacht (temporale Stunden). So kann eine halachische Stunde im Winter 45 Minuten dauern, im Sommer hingegen bis zu 75 Minuten. Eine Stunde besteht aus 1080 חלקים Chalakim, deutsch ‚Teilen‘ (Rosch Haschana 25a). Ein Chelek dauert 3 1⁄3 Sekunden oder eine 1/18 Minute. Dieser wiederum lässt sich in je 76 רגעים Rega’im, deutsch ‚Augenblicke‘ unterteilen. Eine Rega dauert etwa 43,86 Millisekunden.

#### Vereinfachtes Zeitmaß
Im vereinfachten Zeitmaß beginnt der jüdische Tag unabhängig vom Sonnenuntergang um 18:00 Uhr am Abend. 6 Uhr jüdischer Zeit entspricht daher 24 oder 0 Uhr bürgerlicher Zeit.

#### Namen der jüdischen Wochentage
Die ersten sechs Tage werden mit den sechs ersten Buchstaben des hebräischen Alphabets (siehe Hebräische Zahlschrift) bzw. mit den entsprechenden Ordinalzahlen bezeichnet. Die Namen der jüdischen Wochentage sind:
| Bezeichnung   | hebräisch | Übersetzung    | Bedeutung  | hebräisch  | numerisch |
| ------------- | --------- | -------------- | ---------- | ---------- | --------- |
| Jom Rischon   | יום ראשון | „Erster Tag“   | Sonntag    | א = Aleph  | 1         |
| Jom Scheni    | יום שני   | „Zweiter Tag“  | Montag     | ב = Beth   | 2         |
| Jom Schlischi | יום שלישי | „Dritter Tag“  | Dienstag   | ג = Gimmel | 3         |
| Jom Revi’i    | יום רביעי | „Vierter Tag“  | Mittwoch   | ד = Daleth | 4         |
| Jom Chamischi | יום חמישי | „Fünfter Tag“  | Donnerstag | ה = He     | 5         |
| Jom Schischi  | יום שישי  | „Sechster Tag“ | Freitag    | ו = Waw    | 6         |
| Schabbat      | שבת       | „Ruhe“         | Samstag    |            |           |

#### Schöpfungstag
In Bezug auf den ersten Tag der erschaffenen Welt setzten jüdische Forscher den 6. Oktober 3761v. Chr. fest. Rückgerechnet, nach der biblischen Überlieferung, muss unmittelbar mit Jom Rischon, dem 6. Oktober (6. Septembergreg.) 3761 v. Chr., 23:11:20 Uhr, das biblische Gotteswort zur Schöpfung (Gen 1,3 ) geworden sein: „Es werde Licht, und es wurde Licht.“

#### Schabbat
Der Schabbat (שבת [ʃaˈbat], Plural: שַּׁבָּתוֹת [ʃaˈbatɔt]) ist im Judentum der siebte Wochentag, ein Ruhetag, an dem keine Arbeit verrichtet werden soll. Seine Einhaltung ist eines der Zehn Gebote (Ex 20,8 ; Dtn 5,12 ). Er beginnt wie alle Tage im jüdischen Kalender am Vorabend und dauert von Sonnenuntergang am Freitag bis zum Eintritt der Dunkelheit am folgenden Samstag. Er trägt schon im Tanach einen eigenen Namen, während die übrigen Wochentage im Hebräischen bis heute mit ihren Ordinalzahlen benannt werden.

##### Tosefet Schabbat
Man wartet nicht, bis der Schabbat bei Sonnenuntergang Einzug hält, sondern man beginnt den Schabbat schon etwas vorher, währenddessen man die Kerzen zündet, eine Bracha oder ein Gebet spricht (Talmud Schabbat 23a). Diese Zeitspanne vor dem eigentlichen Schabbatbeginn ist eine Hinzufügung und wird deshalb als תוספת שבת Tosefet Schabbat, deutsch ‚Zusatz zum Schabbat‘, bezeichnet. Sie kann 18 Minuten vor Sonnenuntergang beginnen, wie es in vielen deutschen Gemeinden üblich ist, aber auch 21 Minuten wie in Tel Aviv, oder gar 40 Minuten wie in Jerusalem. Josef Karo schreibt im Schulchan Aruch (Orach Chajim 261) indirekt: Man solle die Zeit hinzufügen, die man braucht, um ein Mil zu gehen. Ein Mil scheint eine Strecke von etwa 1.000 Metern gewesen zu sein. Festgelegt wurde von einigen Autoritäten, dass dies wohl 18 Minuten seien.
Die Schabbatot im Jahreskreis werden grundsätzlich nach ihrer Sidra (סדרא, auch Parascha פרשה), dem Wochenabschnitt, der aus der Tora gelesen wird, benannt (siehe Liste der Wochenabschnitte). Viele haben jedoch eine eigene Funktion und Bedeutung, auf die ihr Name hinweist:
| Bezeichnung                | hebräisch     | Übersetzung                                          | Bedeutung |
| -------------------------- | ------------- | ---------------------------------------------------- | --- |
| Schabbat Schuwa            | שבת שובה      | Schabbat „Kehre um!“ oder „Schabbat der Buße“        | zwischen Rosch ha-Schana (wörtl. „Kopf des Jahrs“, bürgerl. Neujahr) und Jom Kippur יוֹם כִּפּוּר (Versöhnungsfest) nach der an diesem Tag gelesenen Haftara: Hosea 14,2-10 , Micha 7,18-20 , Joel 2,25-27 .                                                    |
| Schabbat Schabbaton        | שבת שבתון     | „der Schabbat der Schabbate“, „der höchste Schabbat“ | wenn er auf Jom Kippur fällt, zuweilen auch für den 49. Tag des Omer-Zählens. |
| Schabbat Bereschit         | שבת בְּרֵאשִׁית    | „der Schabbat des Anfangs“                           | der erste Schabbat nach Simchat Tora, nach dem ersten mit Bereschit beginnenden Abschnitt. |
| Schabbat Chanukka          | שבת חֲנֻכָּה      | Chanukka-Schabbat                                    | ist ein Schabbat während des 8-tägigen Chanukkafestes חנוכה / חֲנֻכָּה. |
| Schabbat Schira            | שבת שירה      | Schabbat des Liedes                                  | Beschalach, 4. Abschnitt von Ex. nach dem Moseslied (Deuteronomium 32 ). |
| Schabbat Schekalim         | שבת שקלים     | Schabbat des Schekels                                | Schabbat vor oder am 1. Adar, nach der zusätzlichen Parascha-Lesung, die von der Schekel-Abgabe handelt: Exodus 30,11-16 . |
| Schabbat Sachor            | שבת זכור      | Schabbat „Gedenke!“ bzw. „Schabbat der Erinnerung“   | der dem Purimfest vorausgehende Schabbat. Das Gedenken bezieht sich auf das, was Amalek nach der Tora dem jüdischen Volk angetan hat. Zusätzliche Parascha-Lesung: Deuteronomium 25,17-19 . Haftara: aschk.: 1. Samuel 15,2–34 , sef.: 1. Samuel 15,1–34 . |
| Schabbat Para              | שבת פרה       | Schabbat der roten Kuh פָּרָה אֲדֻמָּה                      | der Schabbat nach dem Purimfest gemäß der Zusatzlesung über die Entsündigung mittels der roten Kuh. Zusätzliche Parascha-Lesung: Numeri 19,1-22 . |
| Schabbat ha-Chodesch       | שבת החודש     | „Schabbat des Monats“                                | der Schabbat vor oder am 1. Nisan zur Einsetzung des Nisans, des Monats der Befreiung, als ersten der Monate (im jüdischen Jahr ist der erste Monat nicht der Monat ab dem Neujahrstag). Zusätzliche Parascha-Lesung: Exodus 12,1-20 .                     |
| Schabbat ha-Gadol          | שבת הגדול     | „der große Schabbat“                                 | der Schabbat vor Pessach im Monat Nisan, seine Haftara: Maleachi 3,4–24 . |
| Schabbat Chason            | שבת חזון      | Trauer-Schabbat                                      | der Schabbat vor dem 9. Aw (Tischa beAv), an dem Jesaja 1,1–27 als Haftara vorgelesen wird (mit chason, „Offenbarung“, beginnend). |
| Schabbat Nachamu           | שבת נַחֲמוּ      | Schabbat des Trostes                                 | der Schabbat nach dem 9. Aw, an dem Jesaja 40,1–26 (beginnend mit nachamu, „tröstet!“), als Haftara vorgelesen wird. |
| Schabbat Mevorchim         | שבת מברכים    | Schabbat des Segenens                                | Segnen des bevorstehenden neuen Monats durch die Gemeinde |
| Schabbat Chol HaMo'ed      | שבת חול המועד | Schabbat innerhalb der Mittelfeiertage               | Mittelfeiertage von Pessach (Exodus 12:1-20) und Sukkot. |
| Schabbat Rosch ha-Chodesch | שבת ראש החודש | Schabbat des Monats (Nisan)                          | der Schabbat, der auf den Neumond (Rosch Chodesch) im Monat Nisan folgt. |
| Schabbat Chatan            | שבת חתן       | Schabbat des Bräutigams                              | Am Schabbat vor der Chuppa (Hochzeit) wird nach aschkenasischem Brauch der Bräutigam zur Toravorlesung (hebräisch קְרִיאַת הַתּוֹרָה Kriat haTora) aufgerufen (jiddisch אויפרוף oifruf)                                                                           |

#### Hawdala
Die Flamme der mehrdochtigen Hawdala-Kerze, die wie eine Fackel vom Ende des Schabbat kündet und in die neue Woche hineinscheint, wird vom restlichen Wein des Glases gelöscht, zu dem man Segensprüche rezitiert hat. Dies erfolgt 45 Minuten nach Sonnenuntergang und kennzeichnet das Ende des Schabbats und den Beginn der neuen Woche. Der Sonnenuntergang ist definiert, wenn drei mittlere Sterne am Himmel sichtbar sind oder – abhängig vom Wetter – sichtbar wären. Insgesamt dauert die Einhaltung des Schabbats, einschließlich dem vorausgehenden Tosefet Schabbat und dem Zeitpunkt des Zündens der Hawdala-Kerze zum Abschluss, somit 25 Stunden.

## Verwendung und Ursprung
Der Jüdische Kalender wird in Israel seit der Staatsgründung neben dem gregorianischen Kalender angewendet und ist mit der Verabschiedung des Nationalstaatsgesetz am 18. Juli 2018 der Staatskalender in Israel. Nicht nur die religiösen jüdischen Festtage, sondern auch die säkularen Feiertage im Staat Israel (z. B. der israelische Unabhängigkeitstag) orientieren sich am jüdischen Kalender. Da auf internationaler Ebene sowie im Tourismus der gregorianische Kalender bestimmend ist, nutzen die Israelis beide Kalender parallel im Alltag.
Die Fest-, Feier- und Gedenktage mit festem Termin im jüdischen Kalender sind:
| Fest              | Bedeutung                                         | Jüdisches Datum         | Ursprung                                    |
| ----------------- | ------------------------------------------------- | ----------------------- | ------------------------------------------- |
| Rosch ha-Schana   | Neujahr                                           | 1. – 2. Tischri         | Levitikus 23, 23–25                         |
| Jom Kippur        | Versöhnungstag                                    | 10. Tischri             | Levitikus 23, 26–32                         |
| Sukkot            | Laubhüttenfest                                    | 15. bis 21. Tischri     | Levitikus 23, 33–36, Deuteronomium 16,13–17 |
| Schmini Azeret    | der achte Festtag                                 | 22. Tischri             | Kohelet                                     |
| Simchat Tora      | Gesetzesfreude                                    | 22. bzw. 23. Tischri    | Mittelalter                                 |
| Sigd              | Fußfall (Beta Israel)                             | 29. Cheschwan           | Buch Nehemia                                |
| Chanukka          | Lichterfest                                       | 25. Kislew bis 2. Tewet | 1. Makkabäer 4, 36 ff.                      |
| Tu biSchevat      | Neujahrsfest der Bäume                            | 15. Schevat             | Levitikus 19, 23                            |
| Purim             | Rettung aus Persien                               | 15. Adar                | Buch Ester                                  |
| Pessach           | Auszug aus Ägypten                                | 15. – 22. Nisan         | Exodus 12–13                                |
| Jom haScho’a      | Schoa-Gedenktag                                   | 28. Nisan               | Holocaust                                   |
| Schawuot          | Wochenfest                                        | 6. Siwan                | Exodus 19–20                                |
| Jom haZikaron     | Gedenktag für die Gefallenen der Feldzüge Israels | 4. Ijjar                | 1963                                        |
| Jom haAtzma’ut    | israelischer Unabhängigkeitstag                   | 5. Ijjar                | Tag der Proklamation 1948                   |
| Lag baOmer        | Bar-Kochba-Aufstand                               | 18. Ijjar               | Bericht des Cassius Dio                     |
| Jom Jeruschalajim | Jerusalemtag                                      | 28. Ijjar               | Wiedervereinigung der Stadt Jerusalem 1967  |

Am 15. Nisan wird das Pessachfest gefeiert, spätestens seit dem 10. Jahrhundert unabhängig vom tatsächlichen Vollmond. Dieser Tag stellt einen der wichtigsten jüdischen Feiertage dar. Auch der Todestag Jesu von Nazaret steht in unmittelbarem Zusammenhang mit dem Pessachfest, wobei unklar ist, ob es sich dabei um den 14. Nisan (den sogenannten Rüsttag) oder den 15. Nisan (das Pessachfest selbst) handelte. Das christliche Osterfest findet daher in der Regel ebenfalls in diesem Monat statt, wenn es nicht wegen des jüdischen Schaltjahres in einen Adar II fällt.
Am 10. Tischri ist Jom Kippur, einer der höchsten jüdischen Feiertage.
In Schaltjahren findet das Purimfest im Adar II statt.

## Die Daten der jüdischen Festtage für die Jahre 5785 bis 5788
Jeder Festtag beginnt am Vorabend, denn im jüdischen Kalender dauert der Tag vom Vorabend bis zum Abend des Tages – nicht von 0 bis 24 Uhr. Dies ist abgeleitet aus dem 1. Buch Mose, hebräisch בְּרֵאשִׁית Bereschit, (altgriechisch Γένεσις Génesis genannt) hebräisch וַֽיְהִי־עֶ֥רֶב וַֽיְהִי־בֹ֖קֶר י֥וֹם אֶחָֽד (vayhi erev vayhi boker yom echad): „und es ward Abend und es ward Morgen, ein Tag“. Beispielsweise beginnt Rosch ha-Schana (3. bis 4. Oktober 2024), das Neujahrsfest, am 2. Oktober abends (am Ende des 29. Elul abends). Der abendliche Beginn wird mit dem Wort Erev (hebräisch ערב Abend) bezeichnet, damit ist die Bezeichnung für den Vorabend im genannten Beispiel: Erev Rosch ha-Schana.
| Jüdisches Jahr → Gregorianisches Jahr → | 5785 2024/2025                       | 5786 2025/2026             | 5787 2026/2027                  | 5788 2027/2028             |
| --------------------------------------- | ------------------------------------ | -------------------------- | ------------------------------- | -------------------------- |
| Rosch ha-Schana Jüdisches Neujahr       | 3. bis 4. Oktober 2024               | 23. bis 24. September 2025 | 12. bis 13. September 2026      | 19. bis 20. September 2027 |
| Jom Kippur Versöhnungstag               | 12. Oktober 2024                     | 2. Oktober 2025            | 21. September 2026              | 28. September 2027         |
| Sukkot Laubhüttenfest                   | 17. bis 24. Oktober 2024             | 7. bis 14. Oktober 2025    | 26. September – 3. Oktober 2026 | 3. bis 9. Oktober 2027     |
| Simchat Tora Gesetzesfreude             | 25. Oktober 2024                     | 15. Oktober 2025           | 4. Oktober 2026                 | 11. Oktober 2027           |
| Sigd Fußfall (Beta Israel)              | 30. November 2024                    | 20. November 2025          | 9. November 2026                | 29. November 2027          |
| Chanukka Lichterfest                    | 26. Dezember 2024 bis 2. Januar 2025 | 15. bis 22. Dezember 2025  | 5. bis 12. Dezember 2026        | 12. bis 19. Dezember 2027  |
| Tu biSchevat Tag der Bäume              | 13. Februar 2025                     | 2. Februar 2026            | 23. Januar 2027                 | 12. Februar 2028           |
| Purim Losfest                           | 14. März 2025                        | 3. März 2026               | 21. Februar 2027                | 12. März 2028              |
| Pessach Passah                          | 13. bis 20. April 2025               | 2. bis 9. April 2026       | 22. bis 29. April 2027          | 11. bis 18. April 2028     |
| Jom haScho’a Holocaustgedenktag         | 24. April 2025                       | 14. April 2026             | 4. Mai 2027                     | 23. April 2028             |
| Jom haZikaron Soldatengedenktag         | 2. Mai 2025                          | 21. April 2026             | 11. Mai 2027                    | 1. Mai 2028                |
| Jom haAtzma’ut Unabhängigkeitstag       | 1. Mai 2025                          | 22. April 2026             | 12. Mai 2027                    | 2. Mai 2028                |
| Lag baOmer Omer 33                      | 16. Mai 2025                         | 5. Mai 2026                | 25. Mai 2027                    | 14. Mai 2028               |
| Jom Jeruschalajim Jerusalemtag          | 26. Mai 2025                         | 15. Mai 2026               | 4. Juni 2027                    | 24. Mai 2028               |
| Schawuot Wochenfest                     | 2. bis 3. Juni 2025                  | 22. bis 23. Mai 2026       | 11. bis 12. Juni 2027           | 31. Mai bis 1. Juni 2028   |
| Tischa beAv Tempelzerstörung            | 3. August 2025                       | 23. Juli 2026              | 12. August 2027                 | 1. August 2028             |

## Berechnung
Wichtige Eckdaten des jüdischen Kalenders lassen sich durch Hilfsformeln ausrechnen. Das Datum des Pessach-Festes (15. Nisan) lässt sich für beliebige Jahre nach der Gaußschen Pessach-Formel berechnen. Weiterhin folgt aus dieser Formel auch das Datum des folgenden jüdischen Neujahrsfests (1. Tischri). Der Charakter eines beliebigen jüdischen Jahres (vermindertes, reguläres oder übermäßiges Gemein- oder Schaltjahr) und die Wochentage des Neujahrs- und Pessach-Festes können durch die vom Chajim Slonimski entdeckte und nach ihm benannte Slonimski-Formel bestimmt werden. Somit ist durch diese beiden Formeln der gesamte jüdische Kalender eines Jahres festgelegt und leicht bestimmbar.
Zahlreiche Gemeinden veröffentlichen jeweils jährlich im Voraus alle Gebetszeiten, beziehungsweise die Uhrzeiten, wann Schabbat oder die jeweiligen Feiertage  beginnen und enden.

## Zulässigkeit der Verwendung des gregorianischen Kalenders
Die Zulässigkeit der Verwendung des gregorianischen Kalenders ist in orthodoxen jüdischen Kreisen umstritten. So verbieten beispielsweise rabbinische Gelehrte wie Rabbi Moses Sofer (1762–1839), Rabbi Moses ben Nachman (1194–1270) oder Rabbi Moses Schik (1807–1879) die Verwendung, weil man dadurch auch das Verbot der Erwähnung von anderen Göttern (2. Buch Mose 23,13) übertritt, indem die Jahreszahl von der Geburt Jesu an gezählt wird. Andere Kommentatoren (Yafe Levav Band 5, Jore Dea 178,3) geben die Befolgung von nichtjüdischen Bräuchen (3. Buch Mose 18,3) als weiteren Grund an, während Israels ehemaliger sefardischer Oberrabbiner Ovadja Josef (1920–2013) und sein Kollege im Beit Din HaGadol, Rav Eliezer Waldenberg (1915–2006) der Meinung sind, dass man weder das Verbot der Erwähnung von anderen Göttern noch das der Befolgung von nichtjüdischen Bräuchen übertritt. Doch aus Respekt gegenüber dem Chatam Sofer, der die größte Tora-Persönlichkeit seiner Generation war, raten auch Rabbi Ovadja Josef und Rav Eliezer Waldenberg davon ab, das nichtjüdische Datum zu benutzen, und schlagen vor, zumindest die Schreibweise zu verändern. Bezüglich der Jahreszahl sind sich alle einig, dass diese nicht vollkommen ausgeschrieben werden sollte, sondern nur die letzten beiden Ziffern (zum Beispiel 01/01/21). Somit verliert diese Zahl ihre wahre Bedeutung (Geburtsjahr von Jesus). Hinsichtlich der Monatsschreibweise sei es besser, den Monat als Zahl zu schreiben, weil die Namen der nichtjüdischen Monate hauptsächlich auf römischen Göttern basieren.

## Verwendung des Kalenders in Israel
Nach der Gründung des Staates Israel wurde der hebräische Kalender neben dem gregorianischen Kalender zu einem der offiziellen Kalender Israels. Auch Feiertage und Gedenkfeiern, die nicht aus der früheren jüdischen Tradition stammen, sollen nach dem hebräischen Kalenderdatum festgelegt werden. In der Schule, in der Universität, im Beruf, in der Landwirtschaft, der Industrie und im Tourismus wird in Israel neben dem jüdischen Kalender auch der gregorianische Kalender verwendet. Der hebräische Kalender ist weiterhin anerkannt und erscheint an öffentlichen Orten wie Banken (wo er für Schecks und andere Dokumente legal ist) und auf den Impressumsseiten von Zeitungen.